# Arthur Goldstein
Arthur Goldstein (* 18. März 1887 in Lipine; † Juni 1943 in Auschwitz) war Journalist und kommunistischer Politiker.

## Leben
Goldstein trat 1914 der SPD bei, dort auf dem linken Flügel stehend, schloss er sich 1917 der USPD, später auch dem Spartakusbund an und zählte zu den Gründungsmitgliedern der KPD. Dort galt er als Anhänger antiparlamentarischer Positionen, war 1920 Mitbegründer der KAPD und vertrat diese eine kurze Zeit beim Exekutivkomitee der Komintern in Moskau, auch zeichnete er zusammen mit Karl Schröder und Adolf Dethmann für das Parteiorgan Kommunistische Arbeiter-Zeitung verantwortlich. Unter dem Pseudonym „Stahl“ war er einer der Unterzeichner des Programmentwurfes der KAPD, der von Herman Gorter verfasst worden war. Das erste Exekutivkomitee der KAPD bestand aus Emil Sachs („Erdmann“), Friedrich Wendel („Friedrich“) und Arthur Goldstein („Stahl“). Goldstein war zusammen mit Schröder und Dethmann energischer Gegner der Hamburger Richtung und ihren Vertretern innerhalb der KAPD, Heinrich Laufenberg und Fritz Wolffheim, die einen nationalen Kommunismus vertraten. Auf dem zweiten Parteitag der KAPD vom 1.–4. August 1920 in Berlin-Weißensee setzte Goldstein die Trennung von der Hamburger Richtung durch. Der 2. Weltkongreß der KI nahm die KAPD auf, diese trat schon im September 1921 wieder aus. 
Goldstein wurde 1922 gemeinsam mit Karl Schröder als führendes Mitglied der Essener Richtung aus der KAPD ausgeschlossen. Er nahm Kontakt zu Paul Levi auf, arbeitete an dessen Zeitschrift Unser Weg mit und trat 1923 wieder in die SPD ein.
In Berlin formte er ab 1928 gemeinsam mit Schröder die von Levi 1924 gegründete Sozialwissenschaftliche Vereinigung zu einer rätekommunistischen Kaderorganisation um, welche den Kern der 1931/32 gegründeten Roten Kämpfer darstellte, wo Goldstein als Fachmann für ökonomische Fragen fungierte. Gleichzeitig publizierte er in sozialdemokratischen Zeitungen wie dem Vorwärts und unterhielt Kontakte zu anderen linken Organisationen, so zur trotzkistischen Linken Opposition.
1933 nach der Machtübertragung an die NSDAP floh Goldstein nach Paris; nach dem erfolglosen Versuch eine Auslandsleitung der Widerstandsbewegung Rote Kämpfer aufzubauen, schloss er sich der trotzkistischen IKD an, in deren Exilleitung er zeitweise Mitglied war. 
Nach den in Auschwitz vorliegenden Unterlagen wurde Arthur Goldstein am 23. Juni 1943 in einem Massentransport von 1018 Juden von dem  Sammellager Drancy (Frankreich) nach Auschwitz deportiert. Dort wurde er sofort nach der Ankunft am 25. Juni 1943 mit weiteren 517 Juden selektiert und in der Gaskammer von der SS ermordet.

## Werke
- Nation und Internationale. Eine kritische Auseinandersetzung mit dem Hamburger Kommunismus. Berlin 1920.